# Catillaria retigena
Catillaria retigena är en lavart som först beskrevs av Johan Teodor Hedlund, och fick sitt nu gällande namn av H.Magn.. Catillaria retigena ingår i släktet Catillaria, och familjen Catillariaceae. Arten är reproducerande i Sverige.